# نیروی ژاندارمری اروپا
نیروی ژاندارمری اروپا (انگلیسی: European Gendarmerie Force) یک نیروی واکنش سریع اروپایی است که از عناصری از چندین نیروی پلیس و ژاندارمری کشورهای اروپایی تشکیل شده است. نیروی ژاندارمری اروپا وظیفه انجام وظایف پلیسی در محدوده عملیات مدیریت بحران را برعهده دارد.
این نیرو در سال ۲۰۰۶ با توافقی بین پنج کشور عضو اتحادیه اروپا: فرانسه، ایتالیا، هلند، پرتغال و اسپانیا، راه‌اندازی شد. رومانی در سال ۲۰۰۹ و لهستان در سال ۲۰۱۱ به آن پیوستند. وضعیت آن در پیمان ولسن در ۱۸ اکتبر ۲۰۰۷ تثبیت شده است. ستاد مرکزی نیروی ژاندارمری اروپا در شهر ویچنزا، ایتالیا واقع شده است. این نیرو در حال حاضر در سطح اتحادیه اروپا (با عنوان سیاست مشترک امنیتی و دفاعی) تأسیس نشده است.